# Алник (сад)
Сад Алник (англ. The Alnwick Garden) — комплекс т. н. «формальных садов» возле замка Алник в городке Алник (графство Нортумберленд, Англия).
Сад был создан в 1750 году и всегда находился во владении герцогов Нортумберлендских, хотя во второй половине XX века был в заброшенном состоянии. Заложил сад 1-й герцог Нортумберлендский Хью Перси, нанявший для этой цели известного ландшафтного дизайнера Ланселота Брауна. 3-й герцог Нортумберлендский Хью Перси был коллекционером растений, которые он привозил со всего мира, поэтому вскоре в теплицах сада стали расти невиданные доселе ананасы. 4-й герцог Нортумберлендский Элджернон Перси добавил секцию «Итальянский сад» с большим зимним садом, и к концу XIX века сады Алник находились на пике своего расцвета: с тисовыми топиарами, аллеями лип и акрами цветов.
Во время Второй мировой войны в ходе кампании «Сады победы» сад Алник был переоборудован под продовольственные нужды. Послевоенный аскетизм также не позволил саду вернуться в прежнее русло и после 1945 года, поэтому в 1950 году он попросту был закрыт.
В 1997 году герцогиня Нортумберлендская Джейн Перси инициировала возрождение сада. Она наняла бельгийского ландшафтного дизайнера Жака Вирца, и в итоге сад Алник стал самым амбициозным новым садом, созданным в Великобритании со времён Второй мировой войны: на его реконструкцию было истрачено 42 миллиона фунтов стерлингов. В центре парка создан водный каскад, также по его территории разбросаны ещё несколько фонтанов и искусственных водопадов. Для посетителей открыт «дом на дереве» площадью 560 м². Павильоны и центр для посетителей на 1000 человек сконструировал архитектор Майкл Хопкинс из Buro Happold.
Ныне парк принадлежит благотворительному фонду и юридически отделён от землевладения одноимённого замка, хотя 12-й герцог Нортумберлендский Ральф Перси пожертвовал парку 17 гектаров земли и добавил 9 миллионов фунтов стерлингов на его реконструкцию.

## Ядовитый сад
В феврале 2005 года на территории был открыт «Ядовитый сад». Там высажены только ядовитые растения; среди наиболее примечательных: чилибуха, болиголов пятнистый, клещевина, наперстянка, белладонна, бругмансия, бобовник. Также в целях антинаркотического просвещения имеются плантации конопли посевной, коки и мака снотворного.
Ныне визит в «Ядовитый сад» является основной целью посещения сада Алник.

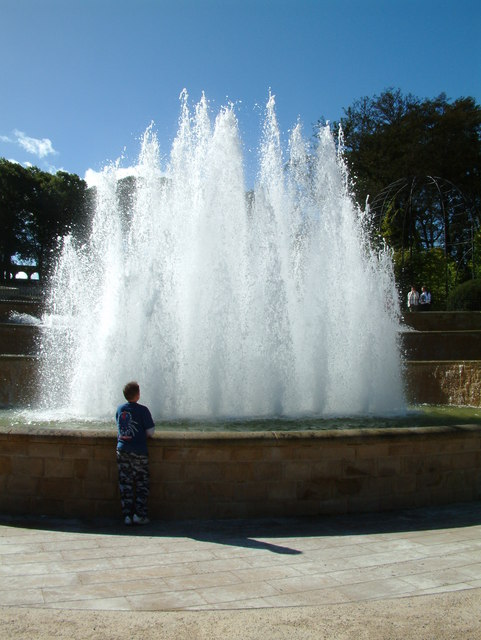
Один из фонтанов
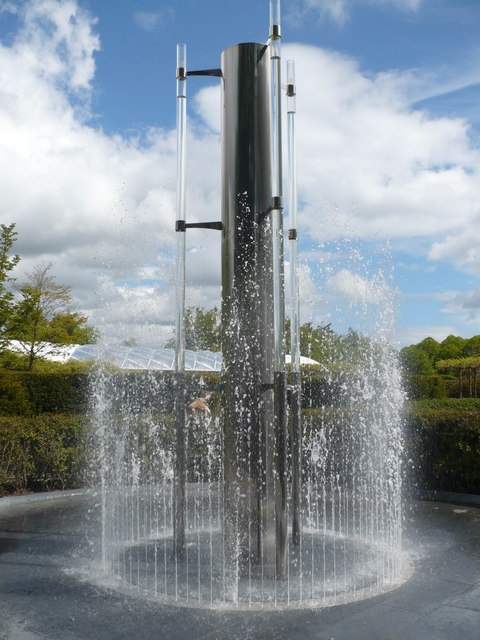
Один из фонтанов
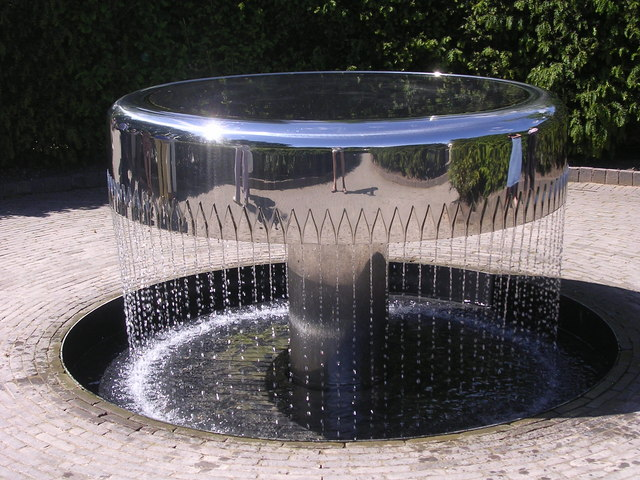
Один из фонтанов
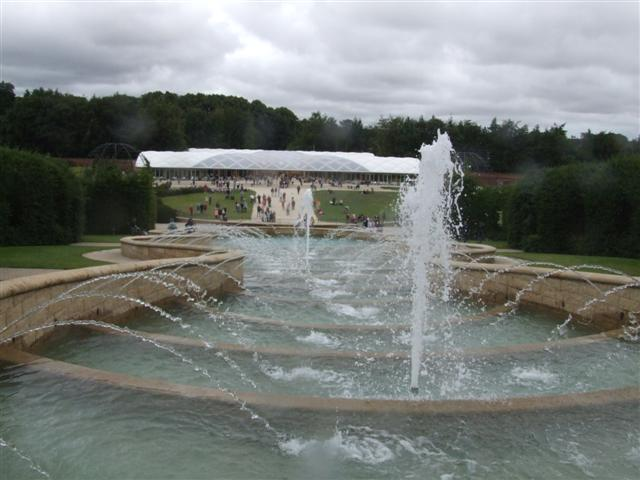
Центральный водопад
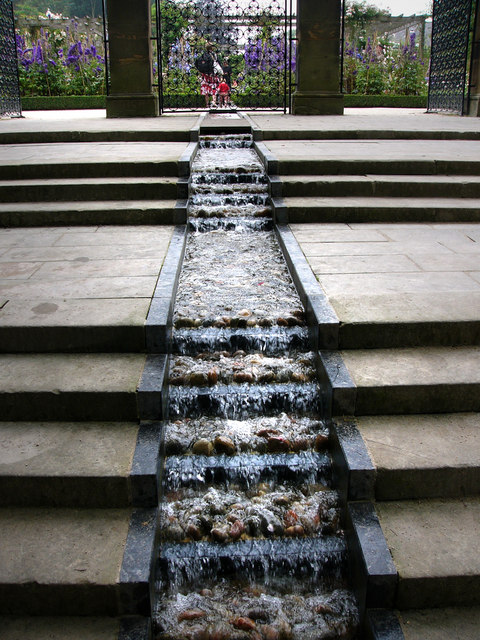
Один из водопадов
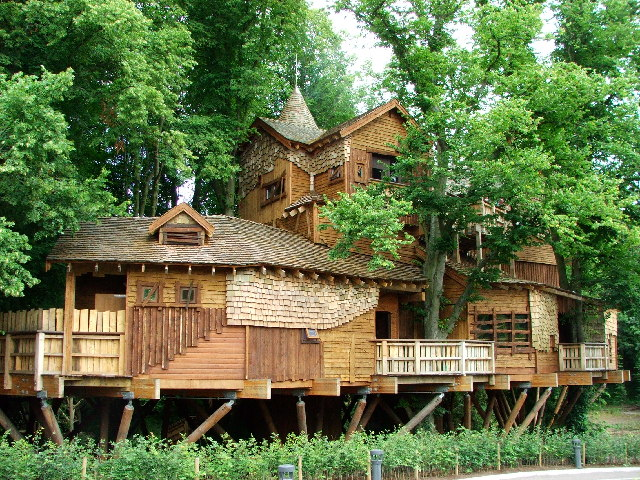
Дом на дереве
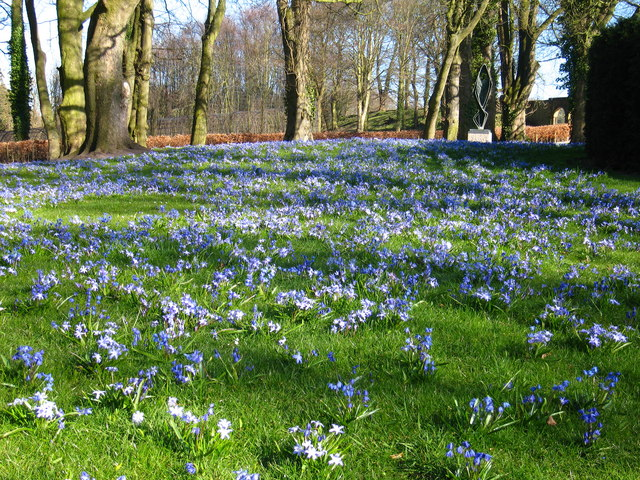
«Голубая лужайка»
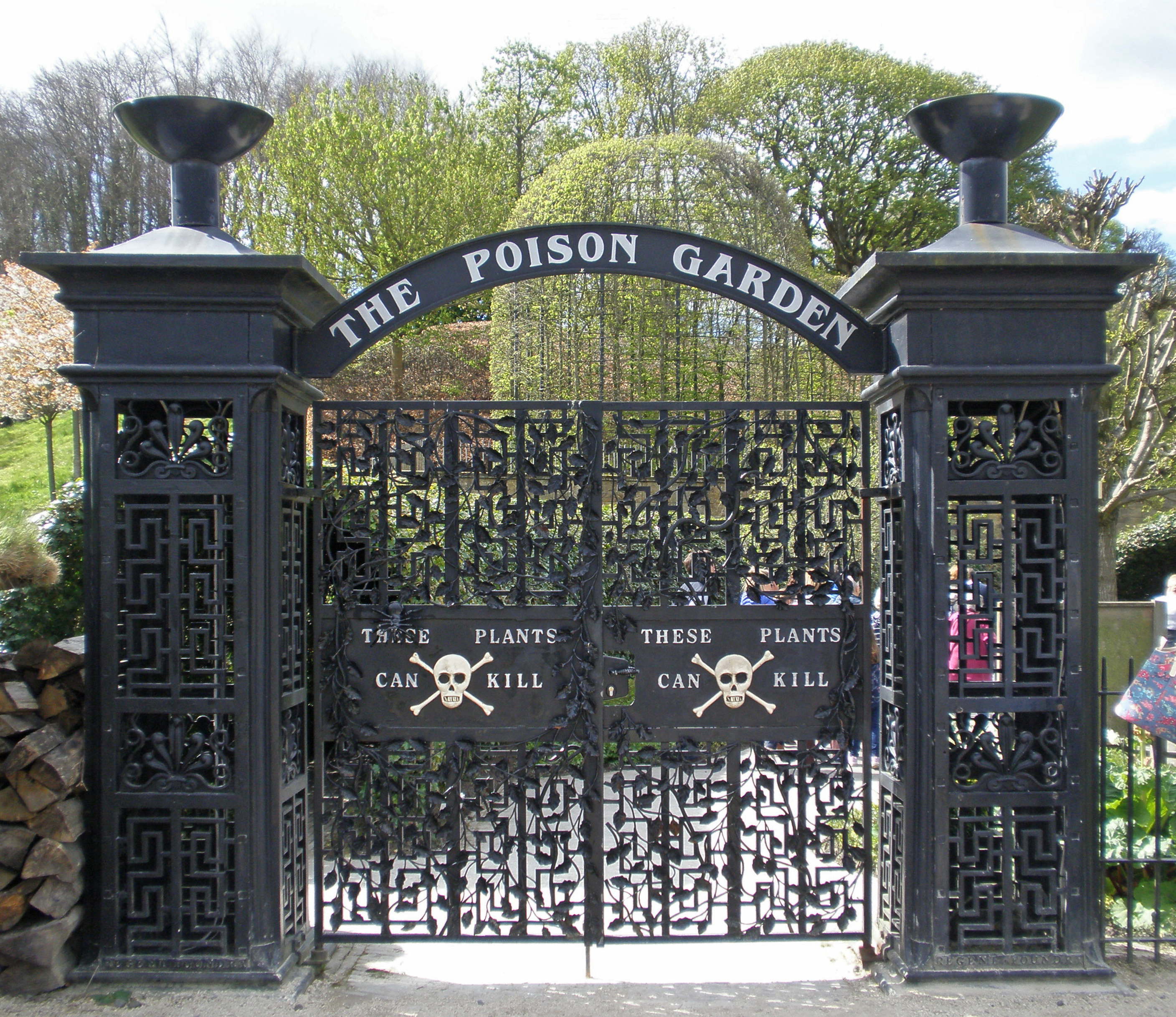
Вход в «Ядовитый сад»
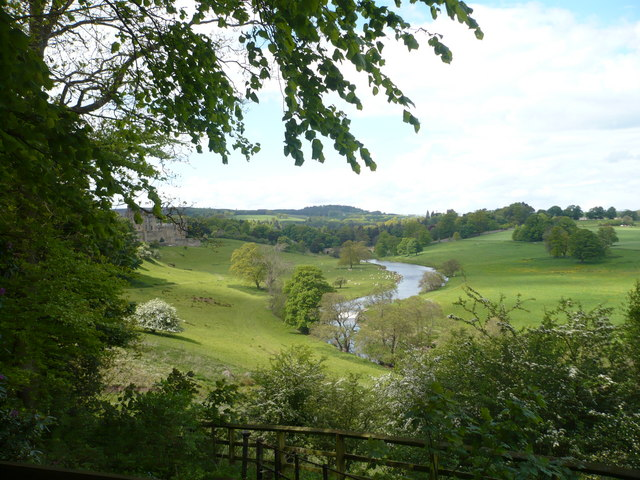
В саду
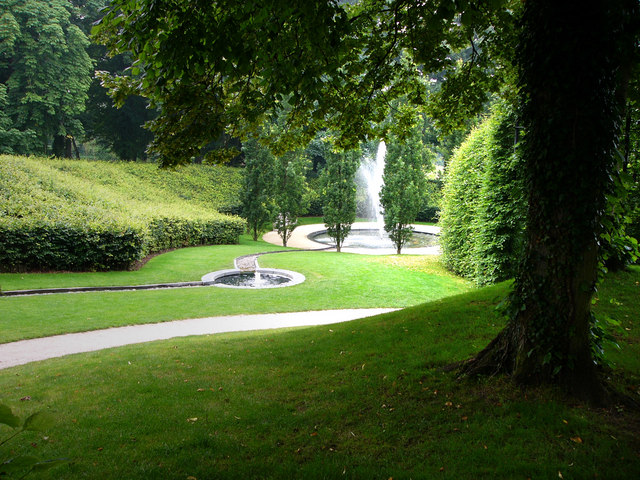
В саду